# Бют Фолс (град, Орегон)
Бют Фолс (на английски: Butte Falls) е град в окръг Джаксън, щата Орегон, САЩ. Бют Фолс е с население от 439 жители (2000) и обща площ от 1 km². Намира се на 772,97 m надморска височина. ЗИП кодът му е 97522, а телефонният му код е 541.